# Hypsiboas secedens
Hypsiboas secedens är en groddjursart som först beskrevs av Lutz 1963.  Hypsiboas secedens ingår i släktet Hypsiboas och familjen lövgrodor. IUCN kategoriserar arten globalt som otillräckligt studerad. Inga underarter finns listade i Catalogue of Life.